# Heavy Metal: F.A.K.K.²
Heavy Metal: F.A.K.K.² (FAKK2) è un videogioco sviluppato da Ritual Entertainment e pubblicato da Gathering of Developers nel 2000 per PC.
Ispirato al film Heavy Metal 2000 ed ideale sequel, il gioco si incentra sulle avventure di  Julie, la protagonista, che dovrà salvare il proprio pianeta natale Eden da GITH una entità antica che sta cercando di conquistare l'universo. Usando una varietà di armi, Julie deve combattere le forze di GITH e scoprire allo stesso tempo un segreto all'interno del pianeta.

## Trama
F.A.K.K.², un acronimo per Federation Assigned Ketogenic Killzone al secondo livello, ed è lo pseudonimo della eroina, Julie, e del suo pianeta. L'introduzione spiega che Julie ha precedentemente combattuto un falso dio di nome Tyler e ha portato la sua gente sul pianeta chiamato Eden. Tyler e il suo padrone Gith sono in cerca di conquista e hanno creato una corporazione industriale chiamata Gith Industries i cui "dipendenti" sono poco più che schiavi. 
La gente di Eden ha scoperto che le acque del pianeta possiedono strane proprietà, in quanto hanno conservato la giovinezza della gente e prolungato la loro vita. L'Acqua è una risorsa importante del pianeta e uno degli obiettivi del giocatore è quello di raccoglierne la maggiore quantità possibile.
Una pioggia di asteroidi distrugge lo scudo del pianeta e un certo numero di creature malvagie invade il pianeta, tra cui mosche verdi giganti portate dal mostro conosciuto come "Vymish Mama", piante che usano dardi velenosi, Fleshbinders e Mietitori di anime. Julie raggiunge le fogne di Eden per reimpostare lo scudo (invano) e il viaggio prosegue attraverso le paludi per cercare un individuo di nome Gruff, che sblocca la via per il tempio di We per lei. Julie quindi supera le quattro sfide del We prima di entrare nell'ultimo tempio dove il Cuore dei We è conservato. Gith è in attesa, ed usa il cuore per riportare Tyler in vita. Julie combatte e uccide Tyler, riprendendo il cuore, ma la sua sorella incinta viene rapita da Gith, lasciando possibilità ad un seguito del gioco.

## Caratteristiche
Il gioco è un tipico sparatutto in terza persona anche se si discosta alquanto dagli aspetti del genere, e utilizza narrativa e azione in una mistura piuttosto innovativa, usando personaggi di foggia piuttosto originali quali Otto e Gruff. 
FAKK2 permette al giocatore di usare due armi contemporaneamente. 
Il motore grafico di FAKK2 è basato su quello di Quake III Arena.
FAKK2, come il film di cui è seguito, è caratterizzato da un umorismo nero ed estremamente sessualizzato, in Italia e in molte altre nazioni è uscito in versione censurata. Una versione non-censurata è stata rilasciata in Germania (Unzensierte Version) e in America (Uncensored & Uncut) nei primi anni del '00.
L'eroina protagonista, Julie, è stata creata ispirandosi a Julie Strain, l'attrice che ha doppiato la voce per la protagonista del film Heavy Metal 2000.